# Manchester City Football Club 2020-2021
Questa pagina raccoglie i dati riguardanti il Manchester City Football Club nelle competizioni ufficiali della stagione 2020-2021.

## Stagione

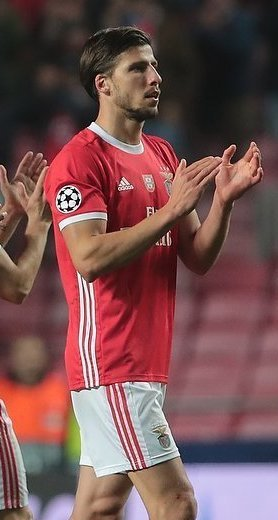
Il portoghese Rúben Dias, acquisto estivo dei Citizens, si afferma già nella sua stagione d'esordio come uno dei leader della retroguardia, venendo eletto miglior giocatore della Premier League.

Dopo una stagione abbastanza al di sotto delle aspettative generali, segnata soprattutto dall'ancora attuale pandemia di COVID-19, il Manchester City di Josep Guardiola perfeziona l'acquisto dei centrali difensivi Nathan Aké e Rúben Dias, rispettivamente da Bournemouth e Benfica. A centrocampo è da segnalarsi l'arrivo della mezz'ala offensiva Ferrán Torres, prelevato dal Valencia per far fronte alla cessione di Leroy Sané in direzione Bayern Monaco. A lasciare i Citizens sono anche il difensore argentino Nicolás Otamendi, girato al Benfica nell'ambito dell'operazione che ha portato Dias alla corte di Guardiola, il portiere cileno Claudio Bravo, accasatosi al Betis, e la bandiera David Silva, il quale si aggrega alla Real Sociedad. Il Manchester City apre il campionato con la vittoria per 3-1 sul campo del Wolverhampton, a cui segue però la pesante sconfitta interna per mano del Leicester City, che vince all'Etihad Stadium con un clamoroso 5-2. I Citizens faticano stranamente ad imporre il proprio gioco, ottenendo due vittorie (1-0 interno con l'Arsenal e 0-1 esterno con lo Sheffield Utd ultimo in classifica) e ben tre pareggi (col neopromosso Leeds Utd, il West Ham Utd ed il Liverpool campione d'Inghilterra in carica). La sconfitta per 2-0 a Londra col Tottenham, avvenuta alla 9ª giornata, relega gli Sky Blues addirittura a metà classifica con sette punti di distanza dal duo di testa formato da Liverpool e dallo stesso Tottenham. Dopo due successi consecutivi con Burnley e Fulham, la squadra di Guardiola incappa in altrettanti pareggi, nel derby di Manchester prima e contro il West Bromwich poi, che ne rallentano la corsa ai primi quattro posti. A partire da metà dicembre, più precisamente dalla 14ª giornata, i Citizens ingranano tuttavia sul piano di gioco e su quello realizzativo inanellando una lunga serie di quindici vittorie consecutive (compreso il recupero della prima giornata contro l'Aston Villa), tra cui spiccano quelle con Everton, Chelsea, Liverpool, Tottenham e Arsenal, che li proiettano al primo posto solitario in classifica con quattordici punti di vantaggio sul Manchester Utd secondo. Neanche la sconfitta con i Red Devils rimette in discussione l'esito finale del campionato, visto che i Citizens riprendono subito la loro marcia, conquistando la vittoria matematica del titolo a tre giornate dal termine del torneo. Sul fronte europeo gli inglesi vengono inseriti nel Gruppo C di Champions League con i lusitani del Porto, i francesi dell'Olympique Marsiglia e i greci dell'Olympiakos. I Citizens si classificano senza problemi al primo posto del girone, collezionando cinque vittorie ed un solo pareggio (0-0 all'Estádio do Dragão con i portoghesi). Agli ottavi di finale il Manchester City elimina i tedeschi del Borussia M'gladbach con un 2-0 sia all'andata che al ritorno. Nei quarti di finale i Citizens estromettono un'altra compagine tedesca, il Borussia Dortmund, con un risultato complessivo di 4-2 tra andata e ritorno. In semifinale l'ostacolo è rappresentato dai francesi del Paris Saint-Germain: vincendo per 2-1 all'andata a Parigi e per 2-0 al ritorno a Manchester, gli Sky Blues raggiungono la prima finale di Champions League della loro storia. Nella finale giocata allo Stadio do Dragão di Porto il 29 maggio 2021, il Manchester City si trova di fronte i connazionali del Chelsea, che si impongono per 1-0. Il cammino in EFL Cup, della quale i Citizens sono detentori in carica, inizia con la vittoria per 2-1 sul Bournemouth nel terzo turno. Nel quarto turno i mancuniani espugnano il campo del Burnley con un netto 0-3. Ai quarti di finale l'Arsenal viene sconfitto con un perentorio 1-4 all'Emirates Stadium. In semifinale ha luogo il derby col Manchester Utd, vinto dalla squadra di Guardiola con un 2-0 all'Old Trafford. Nella finale disputata al Wembley, gli Sky Blues battono per 1-0 il Tottenham e conquistano il trofeo. Il cammino in FA Cup inizia con la vittoria per 3-0 sul Birmingham City nel terzo turno. Nel quarto turno gli Sky Blues estromettono il Cheltenham Town con un 3-1 esterno. Agli ottavi di finale lo Swansea City viene sconfitto per 3-1 sul proprio campo. Nei quarti di finale i Citizens espugnano il campo dell'Everton con un netto 0-2. In semifinale gli Sky Blues vengono tuttavia eliminati dal Chelsea, perdendo 1-0 al Wembley Stadium.

## Maglie e sponsor
Confermata Puma come sponsor tecnico. Lo sponsor ufficiale rimane Etihad Airways.
|  | Casa | Trasferta | Terza divisa |

## Rosa
Rosa, numerazione e ruoli, tratti dal sito ufficiale, sono aggiornati al 6 ottobre 2020.
| N. |                        | Ruolo | Calciatore         |
| -- | ---------------------- | ----- | ------------------ |
| 2  | Inghilterra (bandiera) | D     | Kyle Walker        |
| 3  | Portogallo (bandiera)  | D     | Rúben Dias         |
| 5  | Inghilterra (bandiera) | D     | John Stones        |
| 6  | Paesi Bassi (bandiera) | D     | Nathan Aké         |
| 7  | Inghilterra (bandiera) | A     | Raheem Sterling    |
| 8  | Germania (bandiera)    | C     | İlkay Gündoğan     |
| 9  | Brasile (bandiera)     | A     | Gabriel Jesus      |
| 10 | Argentina (bandiera)   | A     | Sergio Agüero      |
| 11 | Ucraina (bandiera)     | D     | Oleksandr Zinčenko |
| 13 | Stati Uniti (bandiera) | P     | Zack Steffen       |
| 14 | Francia (bandiera)     | D     | Aymeric Laporte    |
| 16 | Spagna (bandiera)      | C     | Rodri              |
| 17 | Belgio (bandiera)      | C     | Kevin De Bruyne    |
| 20 | Portogallo (bandiera)  | C     | Bernardo Silva     |
| 21 | Spagna (bandiera)      | A     | Ferrán Torres      |
| 22 | Francia (bandiera)     | D     | Benjamin Mendy     |
| 24 | Inghilterra (bandiera) | D     | Tosin Adarabioyo   |

| N. |                        | Ruolo | Calciatore             |
| -- | ---------------------- | ----- | ---------------------- |
| 25 | Brasile (bandiera)     | C     | Fernandinho (capitano) |
| 26 | Algeria (bandiera)     | A     | Riyad Mahrez           |
| 27 | Portogallo (bandiera)  | D     | João Cancelo           |
| 30 | Argentina (bandiera)   | D     | Nicolás Otamendi       |
| 31 | Brasile (bandiera)     | P     | Ederson                |
| 32 | Inghilterra (bandiera) | P     | Daniel Grimshaw        |
| 33 | Inghilterra (bandiera) | P     | Scott Carson           |
| 34 | Paesi Bassi (bandiera) | D     | Philippe Sandler       |
| 47 | Inghilterra (bandiera) | C     | Phil Foden             |
| 48 | Inghilterra (bandiera) | A     | Liam Delap             |
| 50 | Spagna (bandiera)      | D     | Eric García            |
| 69 | Inghilterra (bandiera) | C     | Tommy Doyle            |
| 75 | Spagna (bandiera)      | C     | Aleix García           |
| 78 | Inghilterra (bandiera) | D     | Taylor Harwood-Bellis  |
| 80 | Inghilterra (bandiera) | C     | Cole Palmer            |
| 82 | Spagna (bandiera)      | C     | Adrián Bernabé         |

## Calciomercato

### Sessione estiva (dal 27/7 al 5/10)
| Acquisti | Acquisti      | Acquisti    | Acquisti                    |
| R.       | Nome          | da          | Modalità                    |
| -------- | ------------- | ----------- | --------------------------- |
| D        | Nathan Aké    | Bournemouth | definitivo (45,3 milioni €) |
| C        | Ferrán Torres | Valencia    | definitivo (23 milioni €)   |
| D        | Rúben Dias    | Benfica     | definitivo (68 milioni €)   |

| Cessioni | Cessioni         | Cessioni        | Cessioni                    |
| R.       | Nome             | a               | Modalità                    |
| -------- | ---------------- | --------------- | --------------------------- |
| A        | Leroy Sané       | Bayern Monaco   | definitivo (45 milioni €)   |
| P        | Claudio Bravo    | Betis           | svincolato                  |
| C        | David Silva      | Real Sociedad   | svincolato                  |
| P        | Arijanet Muric   | Girona          | prestito                    |
| D        | Angeliño         | RB Lipsia       | prestito                    |
| D        | Nicolás Otamendi | Benfica         | definitivo (15 milioni €)   |
| C        | Aleix García     | Dinamo Bucarest | definitivo (gratuito)       |
| C        | Tosin Adarabioyo | Fulham          | definitivo (1,65 milioni €) |

## Risultati

### Premier League

#### Girone di andata
| Arbitro: | Moss |

|                               |           |  |
| Silva 79’ Gündoğan 90’ (rig.) | Marcatori |  |

| Arbitro: | Marriner |

|             |           |                                            |
| Jiménez 78’ | Marcatori | 20’ (rig.) De Bruyne 32’ Foden 90+5’ Jesus |

| Arbitro: | Oliver |

|                   |           |                                                                   |
| Mahrez 4’ Aké 84’ | Marcatori | 37’ (rig.) 54’ 58’ (rig.) Vardy 77’ Maddison 88’ (rig.) Tielemans |

| Arbitro: | Dean |

|             |           |             |
| Rodrigo 59’ | Marcatori | 7’ Sterling |

| Arbitro: | Kavanagh |

|              |           |  |
| Sterling 23’ | Marcatori |  |

| Arbitro: | Taylor |

|             |           |           |
| Antonio 18’ | Marcatori | 51’ Foden |

| Arbitro: | Oliver |

|  |           |            |
|  | Marcatori | 28’ Walker |

| Arbitro: | Pawson |

|           |           |                  |
| Jesus 31’ | Marcatori | 13’ (rig.) Salah |

| Arbitro: | Dean |

|                               |           |  |
| Son Heung-min 5’ Lo Celso 65’ | Marcatori |  |

| Arbitro: | Mason |

|                                          |           |  |
| Mahrez 6’, 22’, 69’ Mendy 41’ Torres 66’ | Marcatori |  |

| Arbitro: | Moss |

|                           |           |  |
| Sterling 5’ De Bruyne 26’ | Marcatori |  |

| Manchester 12 dicembre 2020, ore 17:30 WET 12ª giornata | Manchester Utd | 0 – 0 referto | Manchester City | Old Trafford (0 spett.)\| Arbitro: \| Kavanagh \| |
| Arbitro:                                                | Kavanagh       |               |                 |                                                   |

| Arbitro: | Bankes |

|              |           |                 |
| Gündoğan 30’ | Marcatori | 43’ (aut.) Dias |

| Arbitro: | Dean |

|  |           |              |
|  | Marcatori | 16’ Sterling |

| Arbitro: | Marriner |

|                         |           |  |
| Gündoğan 14’ Torres 55’ | Marcatori |  |

| Arbitro: | Marriner |

|                 |           |                                |
| Richarlison 37’ | Marcatori | 32’ Foden 63’ Mahrez 77’ Silva |

| Arbitro: | Taylor |

|                   |           |                                      |
| Hudson-Odoi 90+2’ | Marcatori | 18’ Gündoğan 21’ Foden 34’ De Bruyne |

| Arbitro: | England |

|           |           |  |
| Foden 44’ | Marcatori |  |

| Arbitro: | Mason |

|                                           |           |  |
| Stones 26’, 68’ Gündoğan 56’ Sterling 88’ | Marcatori |  |

#### Girone di ritorno
| Arbitro: | Kavanagh |

|  |           |                                                        |
|  | Marcatori | 6’, 30’ Gündoğan 20’ Cancelo 45+2’ Mahrez 57’ Sterling |

| Arbitro: | Coote |

|          |           |  |
| Jesus 9’ | Marcatori |  |

| Arbitro: | Atkinson |

|  |           |                       |
|  | Marcatori | 3’ Jesus 38’ Sterling |

| Arbitro: | Oliver |

|                  |           |                                          |
| Salah 63’ (rig.) | Marcatori | 49’, 73’ Gündoğan 76’ Sterling 83’ Foden |

| Arbitro: | Tierney |

|                                     |           |  |
| [Rodri 23’ (rig.) Gündoğan 50’, 66’ | Marcatori |  |

| Arbitro: | Moss |

|  |           |             |
|  | Marcatori | 2’ Sterling |

| Arbitro: | Oliver |

|                     |           |             |
| Dias 30’ Stones 68’ | Marcatori | 43’ Antonio |

| Arbitro: | Taylor |

|  |           |                              |
|  | Marcatori | 2’ (rig.) Fernandes 50’ Shaw |

| Arbitro: | Marriner |

|  |           |                                        |
|  | Marcatori | 47’ Stones 56’ Jesus 60’ (rig.) Agüero |

| Arbitro: | Kavanagh |

|                                                   |           |           |
| Dendoncker 15’ (aut.) Jesus 80’, 90+3’ Mahrez 90’ | Marcatori | 61’ Coady |

| Arbitro: | Taylor |

|  |           |                     |
|  | Marcatori | 59’ Mendy 74’ Jesus |

| Arbitro: | Marriner |

|            |           |                   |
| Torres 76’ | Marcatori | 42’, 90+1’ Dallas |

| Arbitro: | Bankes |

|           |           |                     |
| McGinn 1’ | Marcatori | 22’ Foden 40’ Rodri |

| Arbitro: | Moss |

|                                                   |           |                                  |
| De Bruyne 15’, 59’ Mahrez 40’, 55’ Gündoğan 45+3’ | Marcatori | 25’ (rig.) Ward-Prowse 56’ Adams |

| Arbitro: | Coote |

|  |           |                       |
|  | Marcatori | 57’ Agüero 59’ Torres |

| Arbitro: | Taylor |

|              |           |                         |
| Sterling 44’ | Marcatori | 63’ Ziyech 90+2’ Alonso |

| Arbitro: | Friend |

|                                               |           |                                  |
| Krafth 25’ Joelinton 45+6’ (rig.) Willock 62’ | Marcatori | 39’ Cancelo 42’, 64’, 66’ Torres |

| Arbitro: | Attwell |

|                                   |           |                       |
| Trossard 50’ Webster 72’ Burn 76’ | Marcatori | 2’ Gündoğan 48’ Foden |

| Arbitro: | Oliver |

|                                                   |           |  |
| De Bruyne 11’ Jesus 14’ Foden 53’ Agüero 71’, 76’ | Marcatori |  |

### FA Cup
| Arbitro: | Jones |

|                         |           |  |
| Silva 8’, 15’ Foden 33’ | Marcatori |  |

| Arbitro: | Attwell |

|         |           |                                  |
| May 59’ | Marcatori | 81’ Foden 84’ Jesus 90+4’ Torres |

| Arbitro: | Bankes |

|               |           |                                   |
| Whittaker 77’ | Marcatori | 30’ Walker 47’ Sterling 50’ Jesus |

| Arbitro: | Oliver |

|  |           |                            |
|  | Marcatori | 84’ Gündoğan 90’ De Bruyne |

| Arbitro: | Dean |

|            |           |  |
| Ziyech 55’ | Marcatori |  |

### EFL Cup
| Arbitro: | Moss |

|                     |           |              |
| Delap 18’ Foden 75’ | Marcatori | 22’ Surridge |

| Arbitro: | Madley |

|  |           |                              |
|  | Marcatori | 35’, 49’ Sterling 65’ Torres |

| Arbitro: | Attwell |

|               |           |                                                   |
| Lacazette 31’ | Marcatori | 3’ Gabriel Jesus 54’ Mahrez 59’ Foden 73’ Laporte |

| Arbitro: | Atkinson |

|  |           |                            |
|  | Marcatori | 50’ Stones 83’ Fernandinho |

| Arbitro: | Tierney |

|             |           |  |
| Laporte 82’ | Marcatori |  |

### UEFA Champions League

#### Fase a gironi
| Arbitro: | Treimanis |

|                                           |           |          |
| Agüero 21’ (rig.) Gündoğan 65’ Torres 73’ | Marcatori | 14’ Díaz |

| Arbitro: | Stieler |

|  |           |                                      |
|  | Marcatori | 18’ Torres 76’ Gündoğan 81’ Sterling |

| Arbitro: | Del Cerro Grande |

|                                  |           |  |
| Torres 12’ Jesus 81’ Cancelo 90’ | Marcatori |  |

| Arbitro: | Massa |

|  |           |           |
|  | Marcatori | 36’ Foden |

| Porto 1º dicembre 2020, ore 21:00 CET 5ª giornata | Porto   | 0 – 0 referto | Manchester City | Estádio do Dragão (0 spett.)\| Arbitro: \| Kuipers \| |
| Arbitro:                                          | Kuipers |               |                 |                                                       |

| Arbitro: | Meler |

|                                           |           |  |
| Torres 48’ Agüero 77’ González 90’ (aut.) | Marcatori |  |

### Fase finale
| Arbitro: | Dias |

|  |           |                              |
|  | Marcatori | 29’ Bernardo Silva 65’ Jesus |

| Arbitro: | Karasëv |

|                            |           |  |
| De Bruyne 12’ Gündoğan 18’ | Marcatori |  |

| Arbitro: | Hațegan |

|                         |           |          |
| De Bruyne 19’ Foden 90’ | Marcatori | 85’ Reus |

| Arbitro: | Del Cerro Grande |

|                |           |                             |
| Bellingham 15’ | Marcatori | 55’ (rig.) Mahrez 75’ Foden |

| Arbitro: | Brych |

|                |           |                          |
| Marquinhos 15’ | Marcatori | 64’ De Bruyne 71’ Mahrez |

| Arbitro: | Kuipers |

|                 |           |  |
| Mahrez 11’, 63’ | Marcatori |  |

| Arbitro: | Mateu Lahoz |

|  |           |             |
|  | Marcatori | 42’ Havertz |

## Statistiche

### Statistiche di squadra
| Competizione     | Punti | In casa | In casa | In casa | In casa | In casa | In casa | In trasferta | In trasferta | In trasferta | In trasferta | In trasferta | In trasferta | Totale | Totale | Totale | Totale | Totale | Totale | DR  |
| Competizione     | Punti | G       | V       | N       | P       | Gf      | Gs      | G            | V            | N            | P            | Gf           | Gs           | G      | V      | N      | P      | Gf     | Gs     | DR  |
| ---------------- | ----- | ------- | ------- | ------- | ------- | ------- | ------- | ------------ | ------------ | ------------ | ------------ | ------------ | ------------ | ------ | ------ | ------ | ------ | ------ | ------ | --- |
| Premier League   | 86    | 19      | 13      | 2       | 4       | 43      | 17      | 19           | 14           | 3            | 2            | 40           | 15           | 38     | 27     | 5      | 6      | 83     | 32     | +51 |
| FA Cup           | -     | 1       | 1       | 0       | 0       | 3       | 0       | 3            | 3            | 0            | 0            | 8            | 2            | 5      | 4      | 0      | 1      | 11     | 3      | +8  |
| League Cup       | -     | 1       | 1       | 0       | 0       | 2       | 1       | 3            | 3            | 0            | 0            | 9            | 1            | 5      | 5      | 0      | 0      | 12     | 2      | +10 |
| Champions League | 16    | 6       | 6       | 0       | 0       | 16      | 2       | 6            | 5            | 1            | 0            | 10           | 2            | 13     | 11     | 1      | 1      | 25     | 5      | +20 |
| Totale           | -     | 27      | 21      | 2       | 4       | 64      | 20      | 31           | 25           | 4            | 2            | 67           | 20           | 61     | 47     | 6      | 8      | 131    | 42     | +89 |

### Andamento in campionato
| Giornata  | 1  | 2 | 3  | 4  | 5  | 6  | 7  | 8  | 9  | 10 | 11 | 12 | 13 | 14 | 15 | 16 | 17 | 18 | 19 | 20 | 21 | 22 | 23 | 24 | 25 | 26 | 27 | 28 | 29 | 30 | 31 | 32 | 33 | 34 | 35 | 36 | 37 | 38 |
| --------- | -- | - | -- | -- | -- | -- | -- | -- | -- | -- | -- | -- | -- | -- | -- | -- | -- | -- | -- | -- | -- | -- | -- | -- | -- | -- | -- | -- | -- | -- | -- | -- | -- | -- | -- | -- | -- | -- |
| Luogo     | C  | T | C  | T  | C  | T  | T  | C  | T  | C  | C  | T  | C  | T  | C  | T  | T  | C  | C  | T  | C  | T  | T  | C  | T  | C  | C  | T  | C  | T  | C  | T  | C  | T  | C  | T  | T  | C  |
| Risultato | V  | V | P  | N  | V  | N  | V  | N  | P  | V  | V  | N  | N  | V  | V  | V  | V  | V  | V  | V  | V  | V  | V  | V  | V  | V  | P  | V  | V  | V  | P  | V  | V  | V  | P  | V  | P  | V  |
| Posizione | 11 | 7 | 13 | 14 | 11 | 13 | 10 | 10 | 13 | 11 | 7  | 9  | 9  | 8  | 6  | 8  | 5  | 3  | 2  | 1  | 1  | 1  | 1  | 1  | 1  | 1  | 1  | 1  | 1  | 1  | 1  | 1  | 1  | 1  | 1  | 1  | 1  | 1  |

Legenda:

Luogo: C = Casa; T = Trasferta. Risultato: V = Vittoria; N = Pareggio; P = Sconfitta.

### Statistiche dei giocatori
Sono in corsivo i calciatori che hanno lasciato la società a stagione in corso.
| Giocatore         | Premier League | Premier League | Premier League | Premier League | FA Cup   | FA Cup | FA Cup      | FA Cup     | Coppa di Lega | Coppa di Lega | Coppa di Lega | Coppa di Lega | Champions League | Champions League | Champions League | Champions League | Totale   | Totale | Totale      | Totale     |
| Giocatore         | Presenze       | Reti           | Ammonizioni    | Espulsioni     | Presenze | Reti   | Ammonizioni | Espulsioni | Presenze      | Reti          | Ammonizioni   | Espulsioni    | Presenze         | Reti             | Ammonizioni      | Espulsioni       | Presenze | Reti   | Ammonizioni | Espulsioni |
| ----------------- | -------------- | -------------- | -------------- | -------------- | -------- | ------ | ----------- | ---------- | ------------- | ------------- | ------------- | ------------- | ---------------- | ---------------- | ---------------- | ---------------- | -------- | ------ | ----------- | ---------- |
| T. Adarabioyo     | -              | -              | -              | -              | -        | -      | -           | -          | -             | -             | -             | -             | -                | -                | -                | -                | -        | -      | -           | -          |
| S. Agüero         | 12             | 4              | 0              | 0              | -        | -      | -           | -          | 1             | 0             | 0             | 0             | 7                | 2                | 0                | 0                | 20       | 6      | 0           | 0          |
| N. Aké            | 10             | 1              | 4              | 0              | -        | -      | -           | -          | 1             | 0             | 0             | 0             | 2                | 0                | 0                | 0                | 13       | 1      | 4           | 0          |
| A. Bernabé        | -              | -              | -              | -              | -        | -      | -           | -          | 1             | 0             | 0             | 0             | -                | -                | -                | -                | 1        | 0      | 0           | 0          |
| J. Cancelo        | 28             | 2              | 5              | 1              | 3        | 0      | 0           | 0          | 3             | 0             | 1             | 0             | 9                | 1                | 3                | 0                | 43       | 3      | 9           | 1          |
| S. Carson         | 1              | -3             | 0              | 0              | -        | -      | -           | -          | -             | -             | -             | -             | -                | -                | -                | -                | 1        | -3     | 0           | 0          |
| K. De Bruyne      | 25             | 6              | 1              | 0              | 3        | 1      | 0           | 0          | 4             | 0             | 0             | 0             | 8                | 3                | 2                | 0                | 40       | 10     | 3           | 0          |
| L. Delap          | 1              | 0              | 0              | 0              | 1        | 0      | 0           | 0          | 1             | 1             | 1             | 0             | -                | -                | -                | -                | 3        | 1      | 1           | 0          |
| R. Dias           | 32             | 1              | 4              | 0              | 4        | 0      | 1           | 0          | 3             | 0             | 0             | 0             | 11               | 0                | 1                | 0                | 50       | 1      | 6           | 0          |
| T. Doyle          | -              | -              | -              | -              | 2        | 0      | 0           | 0          | 1             | 0             | 0             | 0             | 1                | 0                | 0                | 0                | 4        | 0      | 0           | 0          |
| Ederson           | 36             | -28            | 3              | 0              | -        | -      | -           | -          | -             | -             | -             | -             | 12               | -5               | 0                | 0                | 48       | -33    | 3           | 0          |
| Fernandinho       | 21             | 0              | 6              | 0              | 4        | 0      | 2           | 0          | 4             | 1             | 2             | 0             | 7                | 0                | 2                | 0                | 36       | 1      | 12          | 0          |
| P. Foden          | 28             | 9              | 0              | 0              | 5        | 2      | 0           | 0          | 4             | 2             | 0             | 0             | 13               | 3                | 0                | 0                | 50       | 16     | 0           | 0          |
| A. García         | -              | -              | -              | -              | -        | -      | -           | -          | -             | -             | -             | -             | -                | -                | -                | -                | -        | -      | -           | -          |
| E. García         | 6              | 0              | 0              | 0              | 2        | 0      | 0           | 0          | 1             | 0             | 0             | 0             | 3                | 0                | 1                | 0                | 12       | 0      | 1           | 0          |
| C. Gomes          | -              | -              | -              | -              | 1        | 0      | 0           | 0          | 2             | 0             | 0             | 0             | -                | -                | -                | -                | 3        | 0      | 0           | 0          |
| D. Grimshaw       | -              | -              | -              | -              | -        | -      | -           | -          | -             | -             | -             | -             | -                | -                | -                | -                | -        | -      | -           | -          |
| İ. Gündoğan       | 28             | 13             | 1              | 0              | 4        | 1      | 0           | 0          | 2             | 0             | 1             | 0             | 12               | 3                | 2                | 0                | 46       | 17     | 4           | 0          |
| T. Harwood-Bellis | -              | -              | -              | -              | 2        | 0      | 0           | 0          | 2             | 0             | 0             | 0             | -                | -                | -                | -                | 4        | 0      | 0           | 0          |
| G. Jesus          | 29             | 9              | 2              | 0              | 5        | 2      | 0           | 0          | 1             | 1             | 0             | 0             | 7                | 2                | 1                | 0                | 42       | 14     | 3           | 0          |
| A. Laporte        | 16             | 0              | 1              | 0              | 4        | 0      | 2           | 0          | 3             | 2             | 1             | 0             | 4                | 0                | 1                | 0                | 27       | 2      | 5           | 0          |
| R. Mahrez         | 27             | 9              | 0              | 0              | 4        | 0      | 0           | 0          | 5             | 1             | 0             | 0             | 12               | 4                | 0                | 0                | 48       | 14     | 0           | 0          |
| B. Mendy          | 13             | 2              | 2              | 0              | 4        | 0      | 0           | 0          | 2             | 0             | 0             | 0             | 1                | 0                | 0                | 0                | 20       | 2      | 2           | 0          |
| F. K. Nmecha      | -              | -              | -              | -              | 1        | 0      | 0           | 0          | -             | -             | -             | -             | -                | -                | -                | -                | 1        | 0      | 0           | 0          |
| N. Otamendi       | -              | -              | -              | -              | -        | -      | -           | -          | -             | -             | -             | -             | -                | -                | -                | -                | -        | -      | -           | -          |
| C. Palmer         | -              | -              | -              | -              | -        | -      | -           | -          | 1             | 0             | 0             | 0             | 1                | 0                | 0                | 0                | 2        | 0      | 0           | 0          |
| P. Roberts        | -              | -              | -              | -              | -        | -      | -           | -          | -             | -             | -             | -             | -                | -                | -                | -                | -        | -      | -           | -          |
| Rodri             | 34             | 2              | 6              | 0              | 4        | 0      | 0           | 0          | 5             | 0             | 0             | 0             | 10               | 0                | 0                | 0                | 53       | 2      | 6           | 0          |
| P. Sandler        | -              | -              | -              | -              | -        | -      | -           | -          | -             | -             | -             | -             | -                | -                | -                | -                | -        | -      | -           | -          |
| B. Silva          | 26             | 2              | 5              | 0              | 3        | 2      | 0           | 0          | 3             | 0             | 2             | 0             | 13               | 1                | 1                | 0                | 45       | 5      | 8           | 0          |
| Z. Steffen        | 1              | -1             | 0              | 0              | 5        | -3     | 0           | 0          | 5             | -2            | 0             | 0             | 1                | 0                | 0                | 0                | 12       | -6     | 0           | 0          |
| R. Sterling       | 31             | 10             | 4              | 0              | 3        | 1      | 0           | 0          | 4             | 2             | 1             | 0             | 11               | 1                | 1                | 0                | 49       | 14     | 6           | 0          |
| J. Stones         | 22             | 4              | 0              | 1              | 1        | 0      | 0           | 0          | 1             | 1             | 0             | 0             | 11               | 0                | 0                | 0                | 35       | 5      | 0           | 1          |
| F. Torres         | 24             | 7              | 1              | 0              | 3        | 1      | 0           | 0          | 3             | 1             | 0             | 0             | 6                | 4                | 0                | 0                | 36       | 13     | 1           | 0          |
| K. Walker         | 24             | 1              | 1              | 0              | 3        | 1      | 1           | 0          | 4             | 0             | 0             | 0             | 11               | 0                | 1                | 0                | 42       | 2      | 3           | 0          |
| O. Zinčenko       | 20             | 0              | 0              | 0              | 1        | 0      | 0           | 0          | 2             | 0             | 0             | 0             | 9                | 0                | 1                | 0                | 32       | 0      | 1           | 0          |